# 南昌志道堂
南昌志道堂是江西省南昌市主要的基督教堂之一，位于该市民德路112号，前后临湖，东边是八一公园。 
志道堂是卫理公会的南赣教区在南昌开辟的四所教堂（清钟堂、新民堂、志道堂、德胜堂）之一，建于1933年，为西方建筑风格。 
1958年，南昌全市基督徒集中在应天寺举行联合礼拜，志道堂献给国家，由南昌市工艺美术厂使用。1982年12月25日圣诞节，志道堂举行了复堂典礼，成为南昌第一个恢复开放的基督教堂。该堂有信徒3000人。并被列为江西省文物保护单位。